# دلتا نهنگ
دلتا نهنگ یک ستاره است که در صورت فلکی نهنگ قرار دارد.